# Анна и Варвара Кендель
Анна и Варвара Кендель (род. 6 декабря 1992, Первомайский, Челябинская область) — российские художницы-иллюстраторы, сестры-близнецы.

## Биография
Аня и Варя Кендель родились в рабочем поселке Первомайский на Урале в 1992 году.
В 2007 окончили Коркинскую детскую школу искусств, в этом же году поступили в Челябинское художественное училище на специальность графический дизайн и закончили его в 2012 году с красными дипломами.
В 2012 году поступили на кафедру книжной и станковой графики Академии имени А. Л. Штиглица в Санкт-Петербурге.
Основной темой иллюстраций художниц является многообразие природы России, русского севера и образа деревни в нём, портреты и характеры животных.
Участники многих международных, всероссийских и городских выставок и конкурсов.
За небольшой профессиональный путь проиллюстрировали и сделали оформление более чем 15 книг и журналов.
В июне 2019 года нарисовали Doodle ко дню России для главной страницы поисковика Google на тему многообразия природы России.

## Награды
2019:
- лауреаты международного конкурса «Образ книги».
- II место в номинации «Новая детская иллюстрации» конкурса «Новая детская книга» издательства «Росмэн».
- победа в номинации нон-фикшн конкурса «Книга внутри» издательства «Самокат».

2020:
- гран-при конкурса BIBF Ananas (Ananas Illustration Exhibition).
- победа на международном фестивале книжной иллюстрации и визуальной литературы «МОРС».
- шорт-лист конкурса Golden Pinwheel Young Illustrators Competition.
- шорт-лист конкурса «Сheltenham illustration Awards» университета Глостершира, Великобритания.

2021:
- «Золотое яблоко» на международной биеннале иллюстрации в Братиславе.
- лауреаты в 3 номинациях международного конкурса «Образ книги».
- Главный приз жюри на конкурсе BIBF Ananas (Ananas Illustration Exhibition).
- Главный приз конкурса Golden Pinwheel Young Illustrators Competition.
- шорт-лист конкурса «Сheltenham illustration Awards» университета Глостершира, Великобритания.
- шорт-лист конкурса «World Illusstrations Awards».

2022:
- Лауреаты в номинациях «Произведения художественной литературы» за иллюстрации к книгам Патриция МакЛахнан «Пес поэта» и Дж. Лондон «Белый клык» в международном конкурсе книжной иллюстрации «Образ книги»
- Второе место в номинации «Editorial» в конкурсе Brightness Illustration Awards за обложку к книге Gary Paulsen «Gone to the woods»
- Финалисты Bolognaragazzi Award в рамках Болонской ярмарки детской литературы

2023:
- Финалисты Bolognaragazzi Award в рамках Болонской ярмарки детской литературы
- Лауреаты Национальной премии в области детской и подростковой литературы[1] в номинации «Лучшая иллюстрированная книга для детей и подростков» «Смотри: Байкал!»

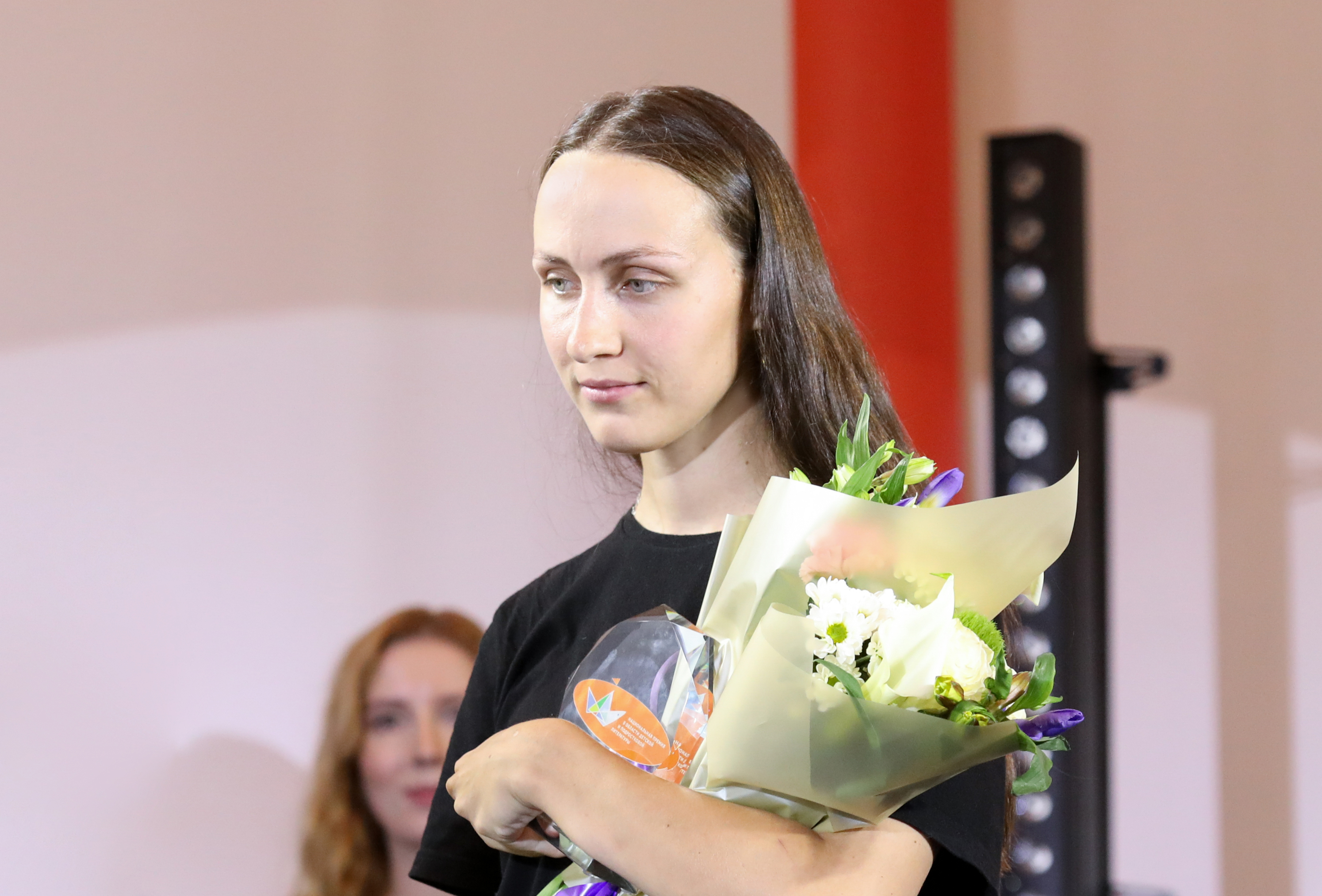
Варвара Кендель / Церемония награждения лауреатов Национальной премии в области детской и подростковой литературы (сезон 2023) в ЦВК «Экспоцентр»

## Выставки
- International Illustration Fair, Гуанчжоу 2022
- III Биеннале «Книга как искусство» Государственный музей истории Санкт-Петербурга 2022;
- выставка III Биеннале «Книга как искусство», Санкт-Петербург. 2022
- выставка "Лето на кусочки" в галерее One's Mind gallery Санкт-Петербург 2022
- "История лучшего завтра", Университет Глостершира, Великобритания 2020 и 2022; World Illustration Awards Exhibition, Британская Ассоциация иллюстраторов
- BIB Traveling Exhibition художественный музея города Тиба, Японии 2022-23
- Центральная Детская Библиотека на Большой Морской выставка "Смотри: Байкал!" 2023
- "Это моя книга" Выставка книжной иллюстрации Санкт-Петербургский Союз Художников февраль-март 2024
- 2-я выставка Фестиваля детской книжной иллюстрации КНИЖ-ДВИЖ. галерея Давыдково, Москва. 2024